# Gonomyia (Leiponeura) cairnensis
Gonomyia (Leiponeura) cairnensis is een tweevleugelige uit de familie steltmuggen (Limoniidae). De soort komt voor in het Australaziatisch gebied.